# Guy de Téramond Peralta
Ne doit pas être confondu avec Guy de Téramond.
Guy de Téramond Peralta est un physicien théoricien français-costaricain, né le 7 juin 1945 à Biarritz. Ses recherches sont concentrées sur la physique nucléaire et la physique des hautes énergies. Il est connu pour son rôle pionnier dans les interconnexions Internet au Costa Rica et dans la région d'Amérique centrale. À ce titre, de Téramond est intronisé en 2023 au Temple de la renommée d'Internet par la Internet Society.

## Formation et carrière scientifique
Il obtient un doctorat de troisième cycle à l'Université Pierre-et-Marie-Curie en 1973 et un doctorat d'État en physique théorique en 1977 à l'Université Paris-Sud, sous la direction de Mary K. Gaillard et Jean Trân Thanh Vân. Il devient professeur adjoint de physique à l'Université du Costa Rica en 1977 et professeur titulaire en 1982. Il est chercheur invité, notamment au Lyman Laboratory of Physics de l'Université Harvard (1983-1984), au Centre de l'accélérateur linéaire de Stanford (1986-1988) et à l'École polytechnique en 2007.

## Travaux de recherche
À la recherche d'une équation d'onde similaire à l'équation de Schrödinger en physique atomique, de Téramond introduit, avec Stanley Brodsky, une première approximation non perturbative de la chromodynamique quantique pour décrire la structure hadronique, connue sous le nom d'holographie du front lumineux. Cette approche analytique des interactions fortes est basée sur la quantification du front lumineux et la correspondance AdS/CFT,. La thèse de De Téramond conduit, dans une expérience conjointe des universités de Lausanne, Munich et Zurich en 1979, à la confirmation de la brisure de symétrie de charge des forces nucléaires,. En collaboration avec Stanley Brodsky et Ivan Schmidt, il étudie en 1990 les propriétés d'une forme possible de matière nucléaire catalysée par des quarks lourds, connue sous le nom d'hadro-charmonium.
Ces recherches, en collaboration avec Brodsky et Hans Günter Dosch, sont centrées sur l'extension et les applications de la chromodynamique quantique  (QCD) holographique à front lumineux (HLFQCD) à la structure et à la dynamique des hadrons, basées sur l'intégration holographique de la physique du front lumineux dans une théorie de la gravité de dimension supérieure (dualité jauge/gravité),,. En utilisant la nouvelle approche holographique, il explore également, avec Brodsky et Alexandre Deur, la vigueur de la force forte à de grandes distances, où les méthodes d'itération QCD échouent,.
De Téramond, toujours en collaboration avec Brodsky et Dosch, découvre que la charge de couleur et le confinement de couleur se manifestent comme une structure algébrique superconforme sous-jacente dans la QCD holographique, ce qui conduit également à des connexions spécifiques entre les mésons et les baryons,.
De Téramond est un membre actif de la collaboration HLFHS pour les applications des nouvelles théories holographiques aux interactions fortes ; en particulier, à l'étude des fonctions de distribution des quarks et gluons dans les hadrons, y compris la distribution des qquarks étranges et charmés dans le proton, qui  évoluent vers des échelles plus élevées pour des comparaisons significatives avec les résultats expérimentaux existants ou à venir,,.

## Contributions aux connexions réseau

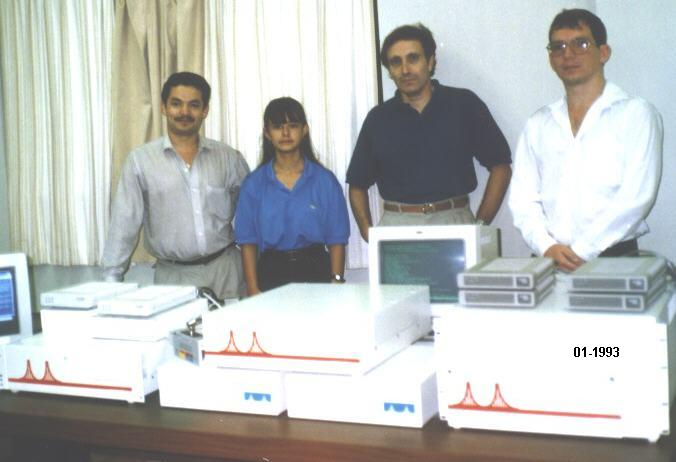
Équipements de routage CRNet à l'UCR : Abel Brenes, Ana L. Chavarría, de Téramond et Mario Guerra (avril 1993).

En janvier 1990, de Téramond est chargé par le vice-président recherche de l'Université du Costa Rica (UCR) de diriger le projet de connexion de l'Université à Bitnet, le réseau informatique universitaire de l'Université de la ville de New York et de l'Université Yale.
La première connexion BITNET est réalisée en novembre 1990 avec l'Université Atlantique de Floride en utilisant une liaison satellite numérique de la PanAmSat, suivie de la connexion du Panama en 1992 au nœud UCR. Parallèlement, de Téramond dirige le projet d'interconnexion de l'Université du Costa Rica à Internet, réalisée en janvier 1993 grâce à un  point d'accès à Internet (POP) établi par la Fondation nationale pour la science (NSF) à Homestead, en Floride,,. Il coordonne l'initiative pour la mise en œuvre du Réseau national de recherche (CRNet) basé sur les protocoles TCP/IP. Le projet (1993-2000) est mené par l'Université du Costa Rica et le Ministère de la Science et de la Technologie et est opérationnel depuis avril 1993
Dans le cadre du projet RedHUCyT de réseau interuniversitaire d'information scientifique et technologique à l'échelle de l'hémisphère de Saul Hahn de l'Organisation des États américains, de Téramond et son équipe d'ingénieurs de l'Université du Costa Rica participent aux premières connexions  de la région d'Amérique centrale et des Caraïbes à Internet : Nicaragua (1994), Panama (1994), Honduras (1995), Jamaïque (1995), Guatemala (1995), El Salvador (1996) et Belize (1997). Avec le soutien du gouvernement costaricien, RedHUCyT a fourni une station terrestre par satellite pour le réseau universitaire. L'antenne est inaugurée sur le campus de l'UCR en avril 1997, mettant ainsi fin à une longue controverse avec le monopole des télécommunications.

### Responsabilités
De Téramond est directeur du Centre informatique de l'Université du Costa Rica (1997-2000) et ministre de la Science et de la Technologie du Costa Rica (2000-2002), où il dirige, conjointement avec l'Instituto Costarricense de Electricidad (ICE), la mise en œuvre du réseau Internet avancé. La première phase de ce projet est réalisée avec succès en avril 2001.
De Téramond est membre du conseil d'administration du Network Information Center (NIC CR) depuis sa création au début des années 90. Il participe à la mise en place du point d'échange Internet (CRIX) pour permettre l'échange direct de données entre tous les systèmes autonomes participants, réduisant ainsi le délai de commutation et les coûts des liaisons internationales. CRIX est inauguré en 2014. De Téramond a également contribué à la création du Conseil de consultation Internet au Costa Rica (CCI).

## Prix et distinctions
- Bourse de recherche Fulbright (1983)
- Boursier Guggenheim (1986)
- Médaille Leonov (1997)
- Prix Wolfram Innovator (2020)
- Temple de la renommée d'Internet (2023)[3]